# Einser-Kanal

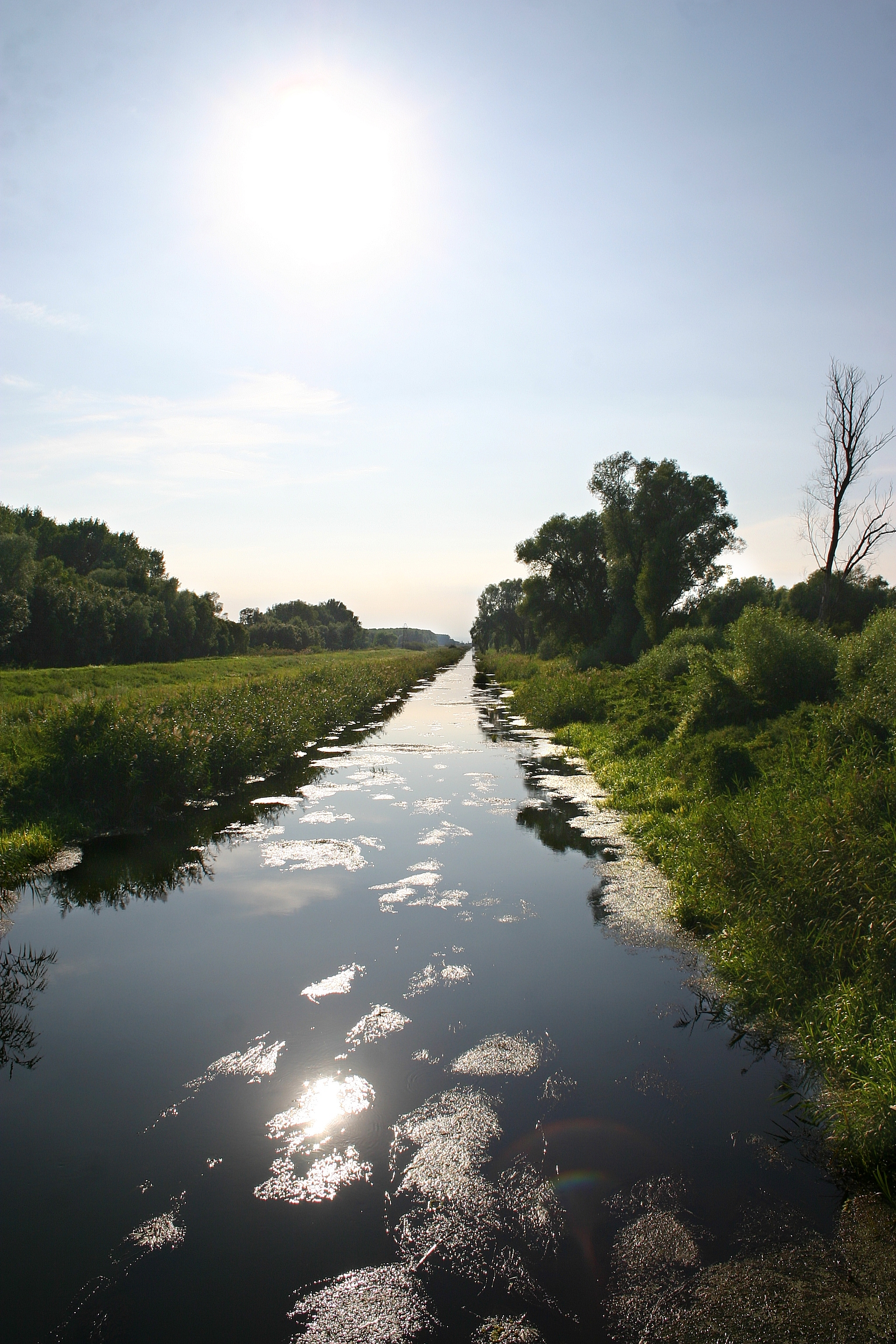
Einser-Kanal Richtung Westen (in Richtung Neusiedler See) bei der Brücke von Andau im Gegenlicht

Der Einser-Kanal (ungarisch Hansági-főcsatorna, d. h. Hanság-Hauptkanal) wurde von Österreich-Ungarn zur Entwässerung der Hanságsümpfe und zur Regulierung des abflusslosen Neusiedler Sees angelegt. Hochwasserperioden überschwemmten ganze Ortschaften in unmittelbarer Seenähe und wechselten mit Zeiten, in denen der See völlig austrocknete.
Der Bau des Kanals wurde 1895 begonnen, die Fertigstellung erfolgte 1909.

## Verlauf und Zweck des Kanals
Der Kanal verläuft nur auf ungarischem Staatsgebiet, anfangs unmittelbar parallel zur Grenze zwischen Österreich und Ungarn und entwässert den Neusiedler See zur Donau. Er beginnt in der südöstlichen Verlandungszone bzw. Schilfgürtel des Sees und der Zulauf wird dort über das Seerandwehr (früher „Seerandschleuse“) in Mekszikópuszta gesteuert, das 1965 in Betrieb genommen wurde. Von da verläuft er mit einem geringen West-Ost-Gefälle fast geradlinig nach Osten. Nach rund 30 km Fließstrecke mündet der Einser-Kanal in die dort stark regulierte Rabnitz. Ursprünglich existierten im Kanalverlauf drei Wehre. Neben dem Seerandwehr waren das eines bei Mosonszentjános sowie zwischen beiden eines auf der Höhe von Tadten. Etwas östlich von Pamhagen mündet der Fluss Ikva rechtsseitig in den Kanal.
Die Fließgeschwindigkeit ist sehr gering, bei Nordwestwinden aber deutlich merkbar. Im Jahr fließen so mehrere Millionen Kubikmeter Wasser vom See über die Rabnitz in die Donau. Wenn die Donau Hochwasser führt, gelangt das Wasser aufgrund des Rückstaus in den See zurück. Die Bedienungsvorschrift für die Schleuse am Einserkanal richtet sich nach dem Mittel der Niederschläge der letzten drei Jahre.
Der Einser-Kanal hat zu einer Absenkung des Salzgehaltes und gleichzeitig zu einem Anwachsen des Schilfgürtels im Neusiedler See geführt. Der Kanal ist beiderseits von einem Damm umgeben. Schwäne brüten in seinem dichten Schilfgürtel, der den Kanal zum Teil auf zwei bis vier Meter einengt.

## Probleme
Im Jahr 2014 wurde auf Grund des hohen Wasserstandes im Neusiedler See verstärkt Wasser abgelassen. Undichtheiten der Dämme entlang des Kanals setzten große Kulturflächen unter Wasser. Allein auf österreichischer Seite standen in den Gemeinden Wallern im Burgenland, Tadten, Pamhagen und Andau etwa 2000 ha einen halben Meter unter Wasser.

## Brücken in der Nähe der Staatsgrenze
Folgende Brücken überqueren den Kanal an der Staatsgrenze:
- Brücke ins nördlich gelegene Dorf Fertőújlak
- Eisenbahnbrücke der Neusiedler Seebahn südwestlich von Pamhagen
- Grenzbrücke bei Pamhagen an der Neusiedler Straße B 51
- Baron-Gustav-Berg-Brücke, Radwegbrücke südlich von Wallern[4]
- Brücke von Andau

Gut überblickbar ist der Kanal bei der geschichtsträchtigen Brücke von Andau sowie an der Grenzbrücke bei Pamhagen im Burgenland.

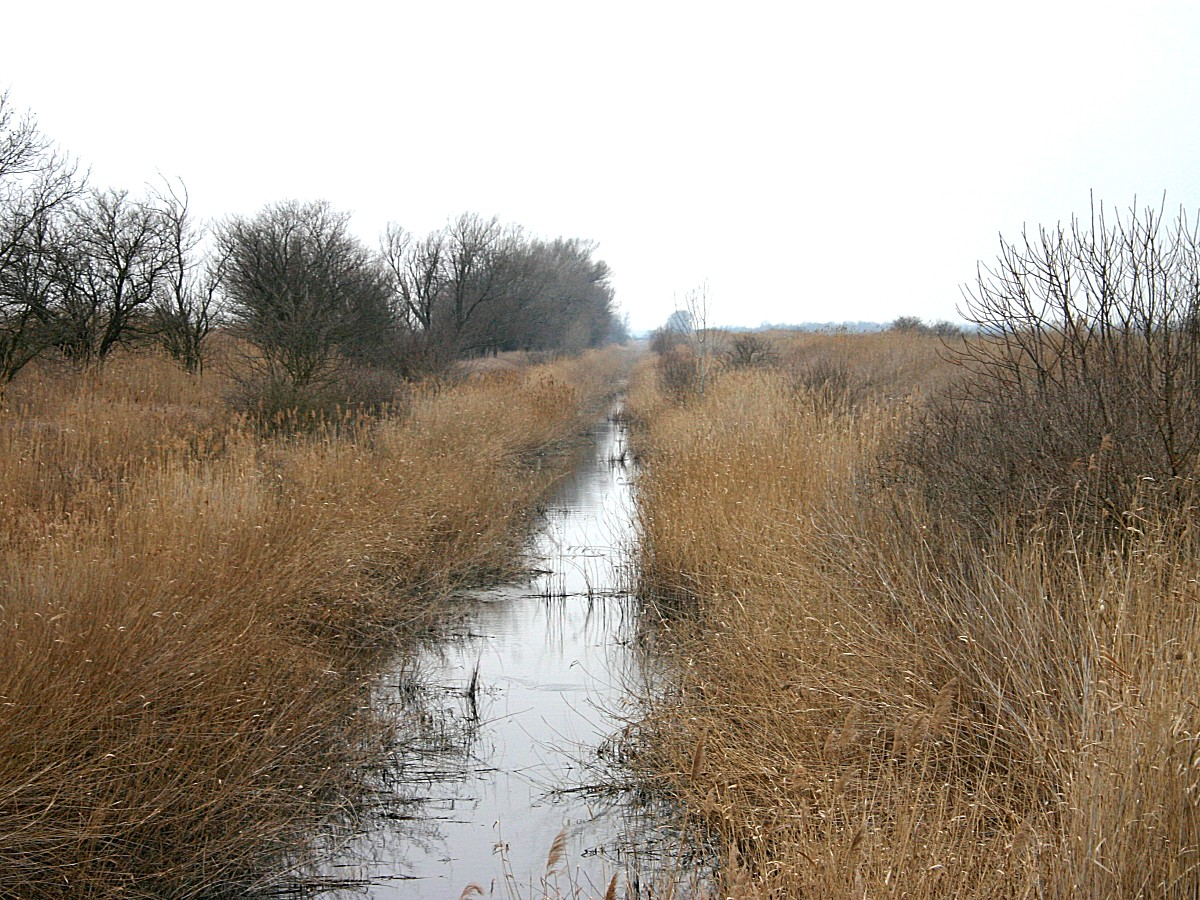
Einser-Kanal bei Pamhagen im Februar 2007
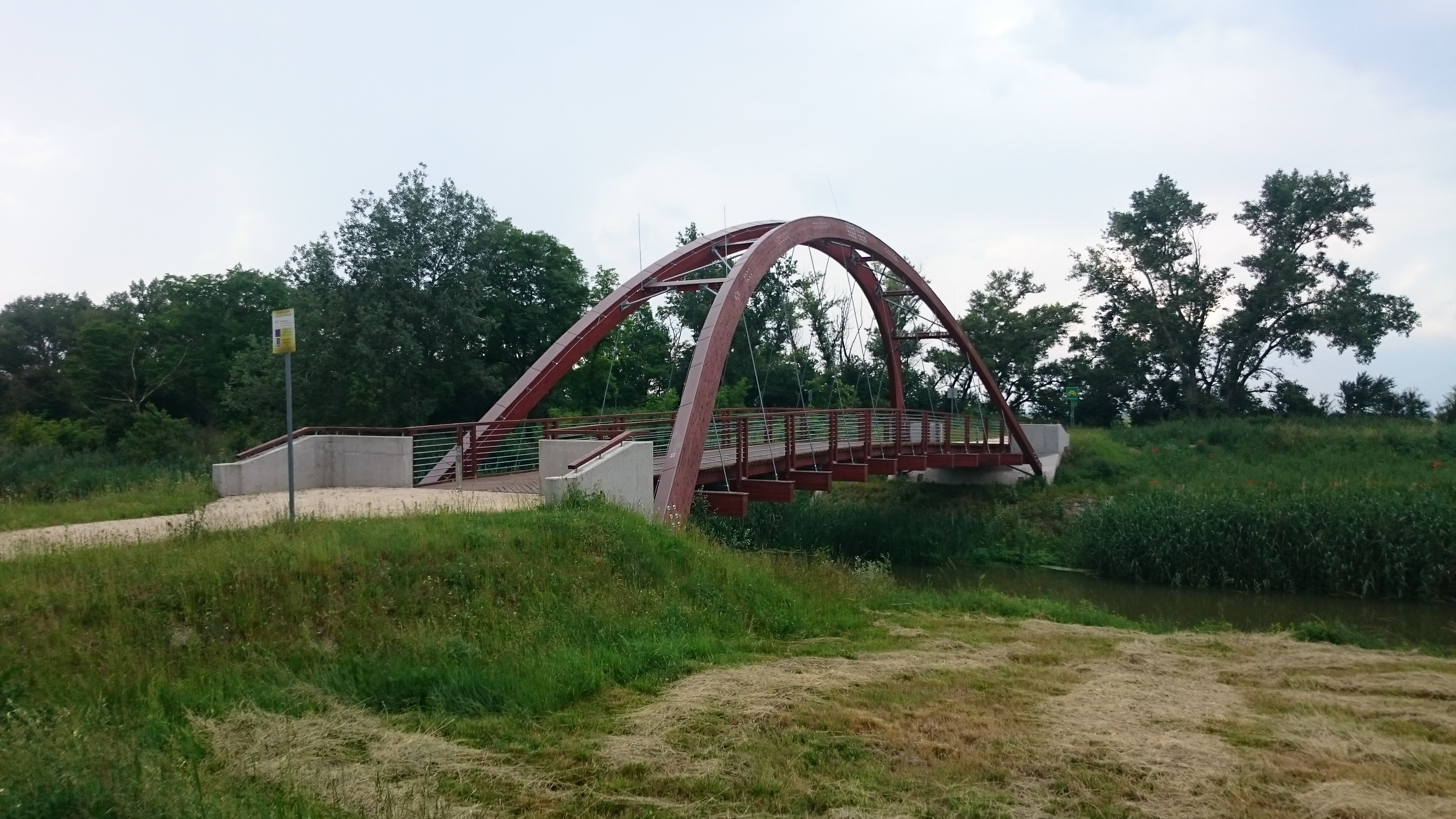
Baron-Gustav-Berg-Brücke südlich von Wallern
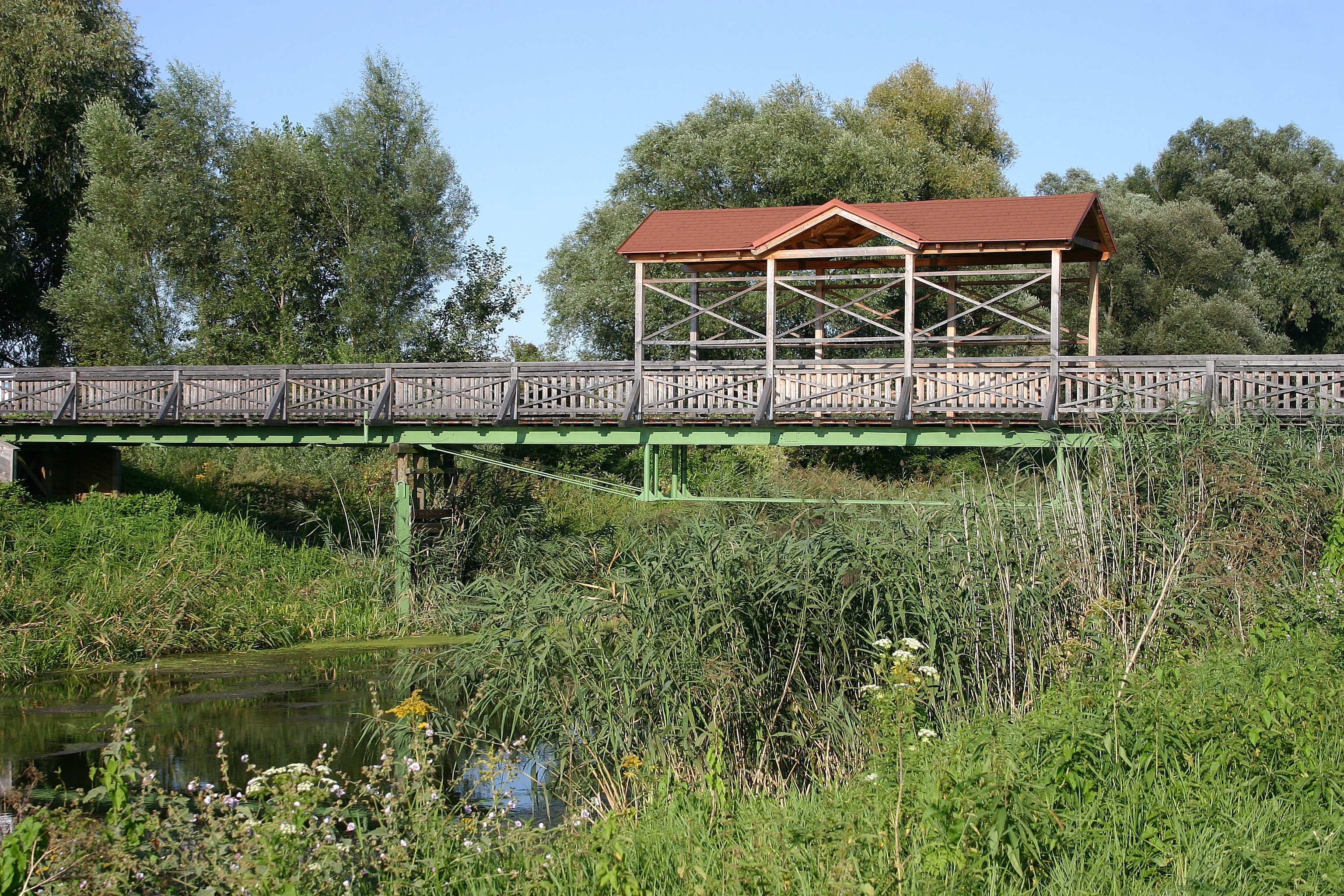
Brücke von Andau
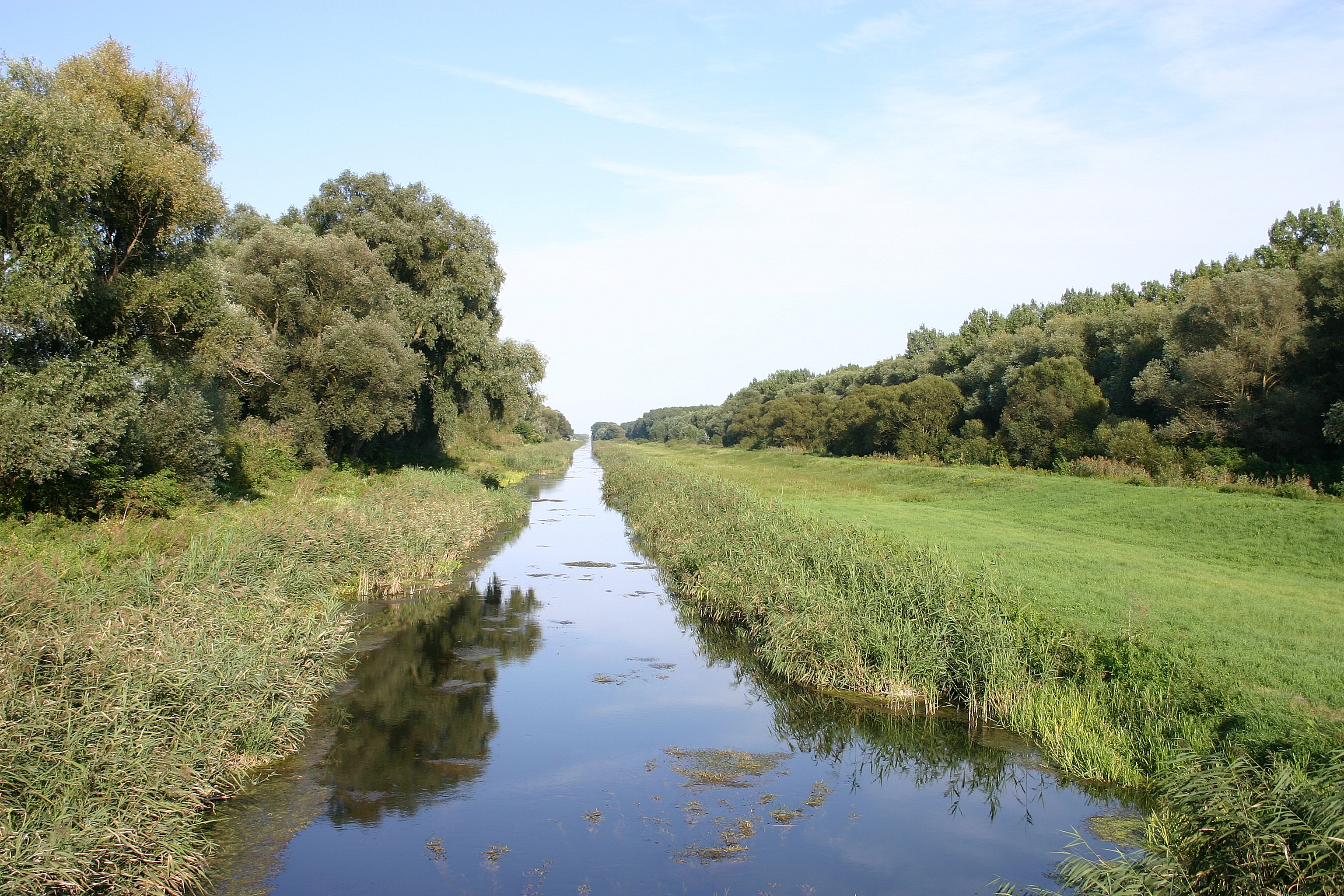
Einser-Kanal Richtung Westen bei der Brücke von Andau (2008)
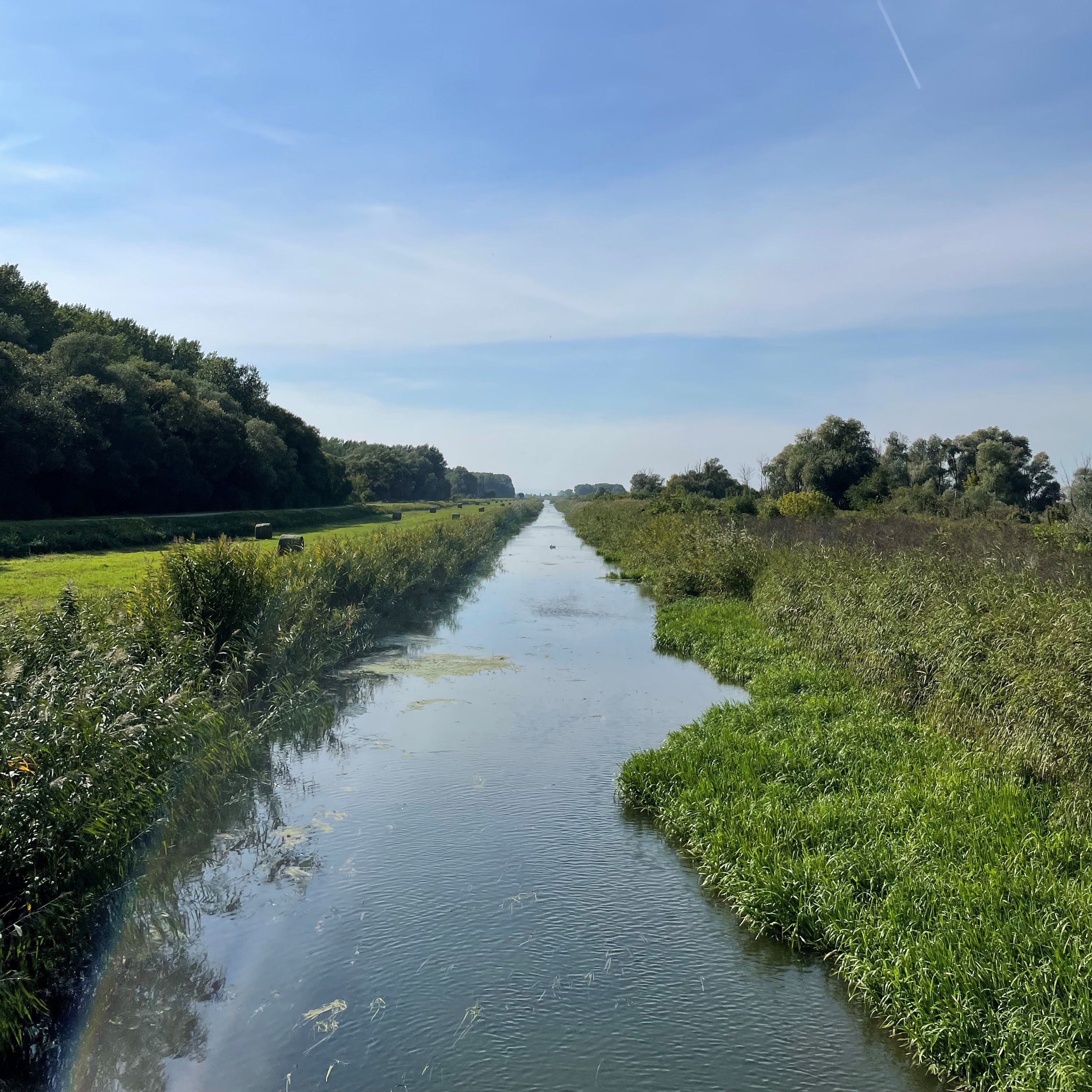
Einser-Kanal Richtung Osten bei der Brücke von Andau (2020)

## Historische Landkarten

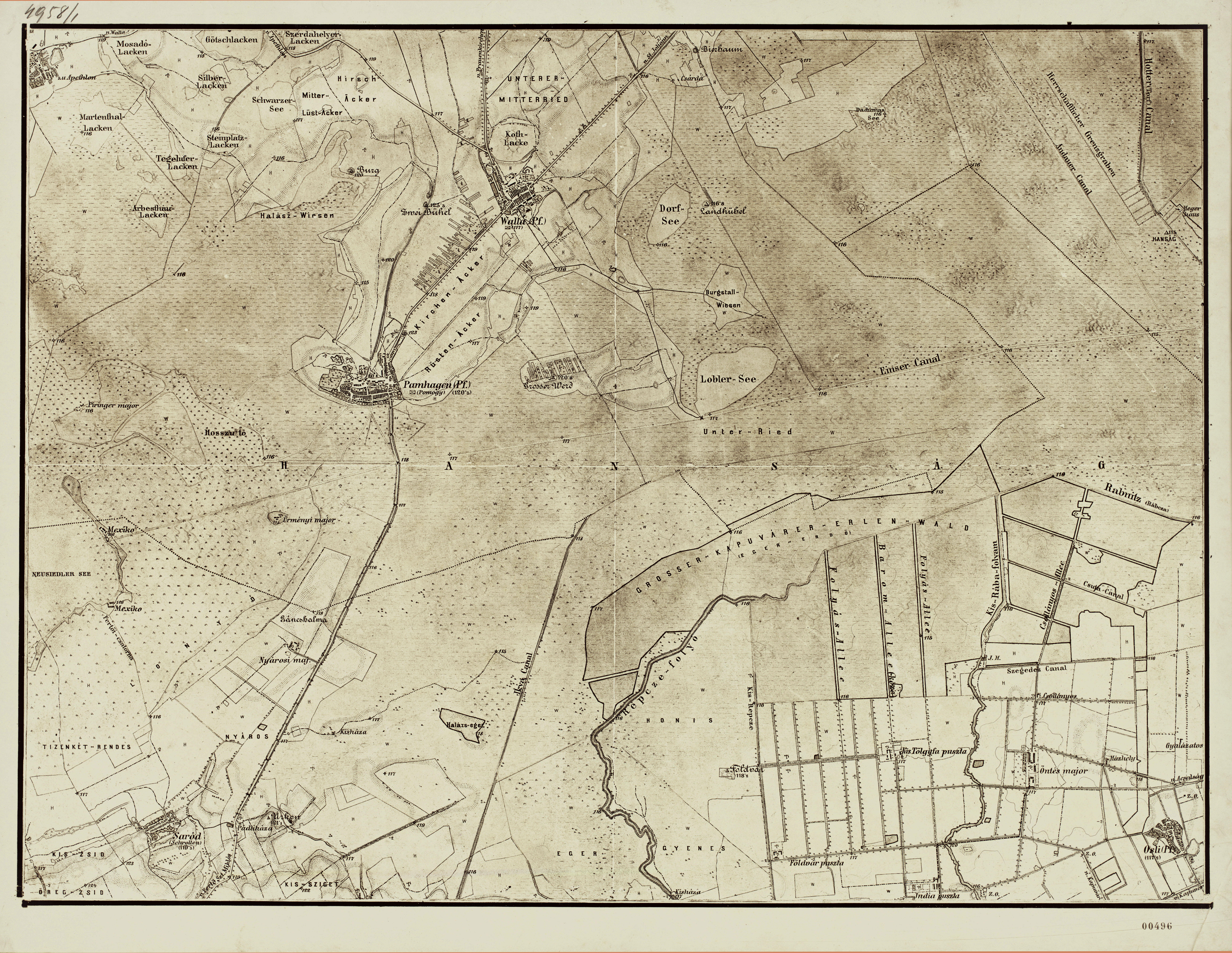
Verlauf des Einser-Kanals ab dem Neusiedler See südlich von Pamhagen, Ende des 19. Jh. (Aufnahmeblatt der Landesaufnahme)
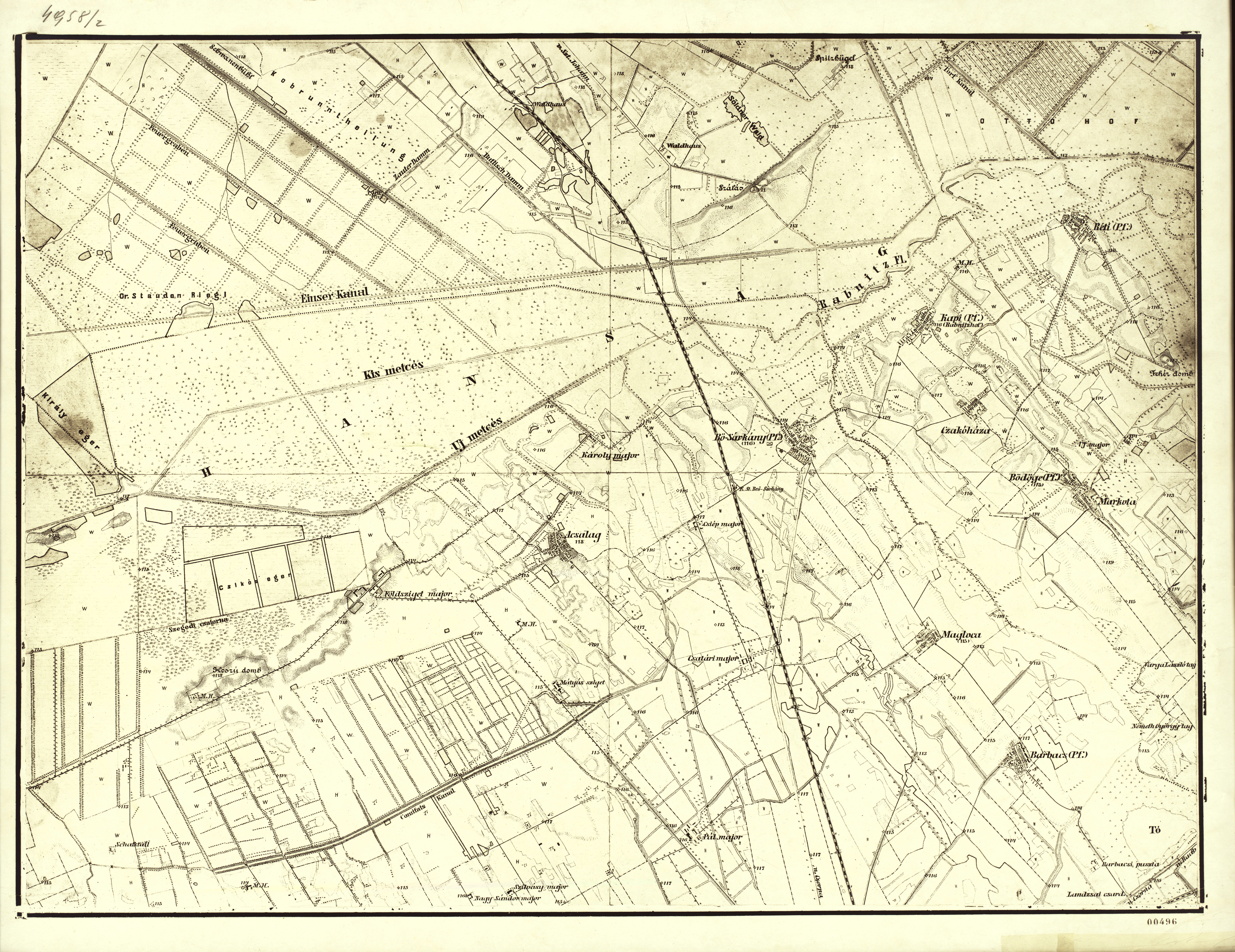
Ostteil des Kanals bei der Mündung in die Rabnitz